# Guancia a guancia
Guancia a guancia è un album del cantante italiano Fred Bongusto, pubblicato dall'etichetta discografica Ricordi nel 1986. Dell'album è stata realizzata anche una versione in lingua spagnola, pubblicata in Argentina nel 1987 per l'etichetta Microfon, dal titolo Mejilla a mejilla.

## Tracce

### Guancia a guancia
1. Guancia a guancia
2. Costa Azzurra
3. Vorrei piacere a te
4. Milano
5. Il cuore non è
6. Nell'estate del '66
7. Scusa
8. Napoli Blues
9. I Only Have Eyes for You - When I Fall in Love
10. A parole...
11. Cantare

### Mejilla a mejilla
1. Mejilla a mejilla
2. Costa Azul
3. Querría gustarte
4. Milán
5. El corazón no és
6. En el verano del '66
7. Perdon
8. Napoli Blues
9. Solo tengo ojos para ti - Cuando me enamoro
10. Las palabras...
11. Cantar